# Eduardo Jiménez de Aréchaga
Eduardo Jiménez de Arechaga (Montevideo, 1918 - Punta del Este, 1994) fue un abogado, docente y político uruguayo perteneciente al Partido Colorado.

## Biografía
Ejerció como profesor en la materia de Derecho Internacional Público en la Universidad de la República entre 1946 y 1970. Simultáneamente, de 1946 a 1969, fue miembro de la Comisión de Derecho Internacional de las Naciones Unidas y presidente de la Comisión de Derecho Internacional de dicha organización en 1963.
En Uruguay fue subsecretario del Ministerio de Relaciones Exteriores de 1951 a 1952, secretario del Consejo Nacional de Gobierno en 1952 y ministro del Interior en 1968 durante el Gobierno de Jorge Pacheco Areco. Como ministro fue interpelado por el senador Zelmar Michelini, quien lo cuestionó sobre «el uso de escopetas de perdigones por la policía contra manifestaciones estudiantiles frente a la Universidad». Fue durante su mandato que se produjeron los primeros asesinatos de estudiantes. Su tiempo al frente de esa cartera ministerial fue breve, solo unos meses, pero estuvo marcado por la adopción de las Medidas Prontas de Seguridad, el enfrentamiento del gobierno y la Policía con el movimiento sindical uruguayo y el movimiento estudiantil. A ello se le agregó el asesinato del estudiante Líber Arce (14 de agosto de 1968) y luego de los también estudiantes Susana Pintos y Hugo de los Santos (20 de septiembre de 1968).
De 1970 a 1976 fue miembro de la Corte Internacional de Justicia de La Haya y posteriormente, de 1976 a 1979, presidente de dicha Corte.
Entre 1981 y 1992 fue presidente del tribunal administrativo del Banco Mundial, del tribunal arbitral que decidió la disputa entre Francia y Nueva Zelanda respecto del asunto Rainbow Warrior y del tribunal arbitral que actuó en el diferendo de límites entre Francia y Canadá sobre las islas San Pedro y Miguelón. Actuó como abogado ante la Corte Internacional de Justicia defendiendo a varios países en litigios ante esa Corte, entre ellos España, El Salvador, Dinamarca, Australia y Bahrain.
Murió en Punta del Este en 1994 en un accidente automovilístico.
En su honor se realiza todos los años la Competencia Eduardo Jiménez de Arechaga (CEJA) en San José, Costa Rica. Esta consiste en una simulación de un caso ante la Corte Interamericana de Derechos Humanos en donde los equipos de universidades de toda América Latina se preparan oralmente y por escrito para presentar argumentos para ambos lados de la disputa.